# Jianxin Shuiku
Jianxin Shuiku (kinesiska: 建新水库) är en reservoar i Kina. Den ligger i provinsen Fujian, i den sydöstra delen av landet, omkring 52 kilometer söder om provinshuvudstaden Fuzhou. Jianxin Shuiku ligger 73 meter över havet. Arean är 1,1 kvadratkilometer. I omgivningarna runt Jianxin Shuiku växer i huvudsak städsegrön lövskog. Den sträcker sig 1,5 kilometer i nord-sydlig riktning, och 2,7 kilometer i öst-västlig riktning.
Genomsnittlig årsnederbörd är 1 590 millimeter. Den regnigaste månaden är augusti, med i genomsnitt 265 mm nederbörd, och den torraste är oktober, med 12 mm nederbörd.